# Géositte à ailes sombres
Geositta saxicolina
Espèce
Statut de conservation UICN

 LC  : Préoccupation mineure
La Géositte à ailes sombres (Geositta saxicolina) est une espèce de passereau de la famille des Furnariidae

## Répartition
Elle est endémique au Pérou.

## Habitat
Elle habite les prairies subtropicales et tropicales de haute-montagne.